# Celestino Corbacho
Celestino Corbacho Chaves (Valverde de Leganés, Badajoz, 14 de noviembre de 1949) es un político español, nacido en Extremadura y afincado en Cataluña desde la infancia. Hasta su designación como ministro de Trabajo e Inmigración en 2008 fue simultáneamente alcalde de Hospitalet de Llobregat (Barcelona) y presidente de la Diputación Provincial de Barcelona.

## Biografía

### Inicios
Celestino Corbacho nació en Valverde de Leganés. Su padre, Celestino, era agricultor y su madre, María, ama de casa. Era el pequeño de seis hermanos, cuatro chicos y dos chicas. A los trece años decidió seguir los pasos de dos de sus hermanos, que habían emigrado a Barcelona. Poco después de su llegada a esta ciudad comenzó a trabajar, como aprendiz en una imprenta. Tras una estancia inicial con sus hermanos en Barcelona, se mudaron a Hospitalet de Llobregat. Aunque posteriormente se mudaron de nuevo, a San Baudilio de Llobregat, Celestino mantuvo siempre su relación con Hospitalet, donde se encontraba su círculo de amigos. El servicio militar lo hizo en Jaca, en la Escuela Militar de Montaña.

### Carrera política
En 1973 se casó con Carmen Mosquera y se fueron a vivir a Hospitalet. En 1976 ingresó en la Federación Catalana del Partido Socialista Obrero Español, pasando al Partido de los Socialistas de Cataluña (PSC) al crearse este en 1978 por la fusión de todos los partidos socialistas catalanes. Su primer cargo público lo obtuvo en 1983, en las listas del PSC en el ayuntamiento de Hospitalet, siendo nombrado concejal de urbanismo. En los años siguientes ocuparía la tenencia de alcaldía, el cargo de portavoz del grupo municipal, responsable de Programación y Planificación y responsable de Presupuestos Municipales. También en 1983 fue elegido diputado provincial, manteniendo desde entonces el cargo de vicepresidente primero de la Diputación Provincial de Barcelona.
El 13 de mayo de 1994 fue elegido alcalde de Hospitalet de Llobregat, cargo que mantuvo desde entonces. El 22 de abril de 2004 fue nombrado Presidente de la Diputación Provincial de Barcelona, sustituyendo al exalcalde de Cornellá de Llobregat, en aquel momento primer secretario del PSC y Presidente de la Generalidad de Cataluña, José Montilla, cuando fue nombrado ministro de Industria, Turismo y Comercio.
Fue también miembro de las comisiones ejecutivas de la Federación de Municipios de Cataluña (FMC) y de la Federación Española de Municipios y Provincias (FEMP), donde formó parte de la comisión del gobierno local de la federación, órgano de negociación de los ayuntamientos con el Estado. Fue vicepresidente de 1999 a 2001 en la FMC y en la FEMP ocupó la Presidencia de la Comisión Ciudadana y Protección Civil.
El 12 de abril de 2008 fue designado Ministro de Trabajo e Inmigración en el gobierno presentado por José Luis Rodríguez Zapatero para la IX Legislatura, abandonando sus cargos en el ayuntamiento de Hospitalet y en la Diputación Provincial de Barcelona.
Celestino Corbacho fue miembro de la Comisión Ejecutiva del PSC y Secretario de Política Local y Territorial. También formó parte del Comité Federal del PSOE, donde se integró en el año 2000 y participó en el 35 Congreso Federal donde salió escogido Secretario General del PSOE, José Luis Rodríguez Zapatero.
El 20 de octubre de 2010 abandonó su cartera ministerial para reforzar las listas del PSC en las elecciones autonómicas catalanas. Fue diputado en el Parlamento de Cataluña en la IV, V, IX y X legislatura. El 12 de enero de 2018 dejó la militancia del PSC al no sentirse reconocido.
En 2019 se anunció que concurriría en el tercer puesto de la lista encabezada por Manuel Valls de cara a las elecciones municipales de 2019 en Barcelona.

## Distinciones honoríficas
- Gran Cruz de la Real y Distinguida Orden de Carlos III (Reino de España, 05/11/2010).[4]